# (73186) 2002 JQ
(73186) 2002 JQ – planetoida z pasa głównego asteroid okrążająca Słońce w ciągu 4,46 lat w średniej odległości 2,71 j.a. Odkryta 3 maja 2002 roku.